# Concours de nouvelles de Radio-Canada
La Société Radio-Canada a lancé ce concours littéraire annuel en 1985 dans le but de susciter un plus grand intérêt pour la nouvelle.

## Lauréats
| Année | 1er prix                                    | 2e prix                                        | 3e prix                                      |
| 1985  | Micheline Greffe La Coupure                 | Marie Émond Une jeune fille d'autrefois        | Pierrette Dubé Tête-à-tête                   |
| 1986  | Pierre Lefebvre La Cuisine                  | France Théoret Onze ans                        | Hélène Rioux L'Homme de Hong-Kong            |
| 1987  | Ninon Larochelle La Fille de Jeanne         | Norman Giles Auto-psy d'un nouveau-né          | Anne-Marie Régimbald Nocturne (1)            |
| 1988  | Odette Boivin Procès-verbal                 | Diane-Monique Daviau Au logis du cheval d'or   | Francine Prévost La Mort de la mère          |
| 1989  | Normand de Bellefeuille Ce que disait Alice | Jean-François Somain Le Déjeuner sur l'herbe   | Alain Roy Loin                               |
| 1990  | Jocelyne Gervais La Chambre bleue           | André Brochu L'Esprit ailleurs                 | Solange Deblois Le Cagibi                    |
| 1991  | Yan Muckle Retour à Barcelone               | François Barcelo Le Héros de Bougainville      | Marc-André de Bellefeuille Stand up tragique |
| 1992  | Anne Legault Épi                            | Lucie Riou Payne                               | Yves Laroche Cadavres exquis                 |
| 1993  | Solange Lévesque Je vous aime               | Diane-Jocelyne Côté Personnages et décor       | Manon Vallée Un homme trop beau              |
| 1994  | Lori Saint-Martin Mon père, la nuit         | Pierre de Bellefeuille Les Bottines de Thérèse | Éric Fourlanty Thomas l'obscur               |